# Висше училище по сигурност и икономика
Висшето училище по сигурност и икономика (съкратено ВУСИ) е едно от най-младите висши училища в страната. То е създадено като Колеж по икономика и администрация (съкратено КИА) – Пловдив, с Решение на XXXIX народно събрание от 29.Х.2003 г., обнародвано в бр. 97 на в. „Държавен вестник“ от 4 септември 2003 г., който е преобразуван с Решение на XLIII народно събрание от 21.V.2015 г., обнародвано в бр. 38 на в. „Държавен вестник“ от 26 май 2015 г.

## Акредитация
Висшето училище по сигурност и икономика получава през 2017 г. отлична оценка и максимална, шестгодишна, институционална акредитация от Националната агенция за оценяване и акредитация (НАОА) към Министерския съвет на Република България (Протокол № 16 от 8.06.2017 г.). Акредитацията на ВУЗ-а от НАОА, която е пълноправен член на Европейската асоциация на агенциите за осигуряване на качеството във висшето образование – ENQA, се признава за валидна в целия Европейски съюз.

## Структурни звена
Академичният състав включва 53 хабилитирани преподаватели, които са обединени в 2 учебно-научни центъра:
- Учебно-научен център „Национална сигурност и обществен ред“
- Учебно-научен център „Управление, администрация и икономика“

## Прием
Випускниците на ВУСИ завършват с диплома за висше образование с образователно-квалификационна степен „бакалавър“ или образователно-квалификационна степен „магистър“
ВУСИ предлага обучение по следните бакалавърски специалности:
Професионално направление „Национална сигурност“
- Национална сигурност
- Противодействие на тероризма
- Противодействие на престъпността и опазване на обществения ред
- Криминалистика
- Корпоративна сигурност
- Киберсигурност
- Съвременни охранителни системи и сигурност

Професионално направление „Администрация и управление“:
- Стопанско управление
- Мениджмънт на регионалното развитие и сигурност
- Управление на бизнес информационните технологии
- Управление на софтуерните технологии
- Мениджмънт на социалната дейност

Професионално направление „Икономика“:
- Счетоводство и контрол
- Финанси
- Дигитален маркетинг
- Международен бизнес
- Маркетинг

От учебната 2015/2016 г. ВУСИ дава възможност за обучение по 35 магистърски специалности:
В професионално направление „Национална сигурност“:
- Национална сигурност
- Противодействие на тероризма
- Противодействие на престъпността и опазване на обществения ред
- Криминалистика
- Корпоративна сигурност
- Киберсигурност
- Съвременни охранителни системи и сигурност
- Индустриални отношения и сигурност
- Регионална защита на населението и критичната инфраструктура
- Сигурност в туризма
- Защита на информацията
- Митническо разузнаване и разследване
- Информационна сигурност
- Авиационна сигурност

В професионално направление „Администрация и управление“:
- Стопанско управление
- Мениджмънт на регионалното развитие и сигурност
- Управление на бизнес информационните технологии
- Управление на софтуерните технологии
- Мениджмънт на социалната дейност
- Социално предприемачество
- Европейска администрация и управление на проекти
- Мениджмънт на хотелиерстовто и ресторантьорството
- Управление на алтернативните видове туризъм
- Мениджмънт на балнео- и спа туризма
- Управление, политика и бизнес

В професионално направление „Икономика“:
- Счетоводство и контрол
- Финанси
- Дигитален маркетинг
- Международен бизнес
- Маркетинг
- Валутен, митнически и данъчен контрол
- Финансово-счетоводен мениджмънт и застраховане
- Кръгова икономика
- Икономика на туризма